# Aast
Aast est une commune française, située dans le département des Pyrénées-Atlantiques en région Nouvelle-Aquitaine.
La prononciation locale est [a-s], avec un 'a' fortement nasalisé et le 't' final muet.

## Géographie

### Localisation
La commune d'Aast se trouve dans le département des Pyrénées-Atlantiques, en région Nouvelle-Aquitaine.
Le village, situé sur le plateau de Ger, est composé d'une quinzaine de maisons éparses et est frontalier avec les deux enclaves des Hautes-Pyrénées présentes à l'est du département : Gardères et Séron, enclaves des Hautes-Pyrénées dans les Pyrénées-Atlantiques.
Elle se situe à 27 km par la route de Pau, préfecture du département, et à 15 km de Pontacq, bureau centralisateur du canton des Vallées de l'Ousse et du Lagoin dont dépend la commune depuis 2015.
La commune fait en outre partie du bassin de vie de Tarbes.
Les communes les plus proches sont : 
Gardères (2,0 km), Luquet (3,7 km), Séron (3,8 km), Saubole (3,8 km), Ponson-Dessus (4,1 km), Eslourenties-Daban (4,4 km), Oroix (5,0 km), Ger (5,1 km).

### Communes limitrophes
Les communes limitrophes sont  Gardères, Ger, Ponson-Dessus, Saubole et Séron.
| Saubole                    | Séron (Hautes-Pyrénées) (par un quadripoint) |               |
| Gardères (Hautes-Pyrénées) | Aast                                         | Ponson-Dessus |
|                            | Ger                                          |               |

### Hydrographie

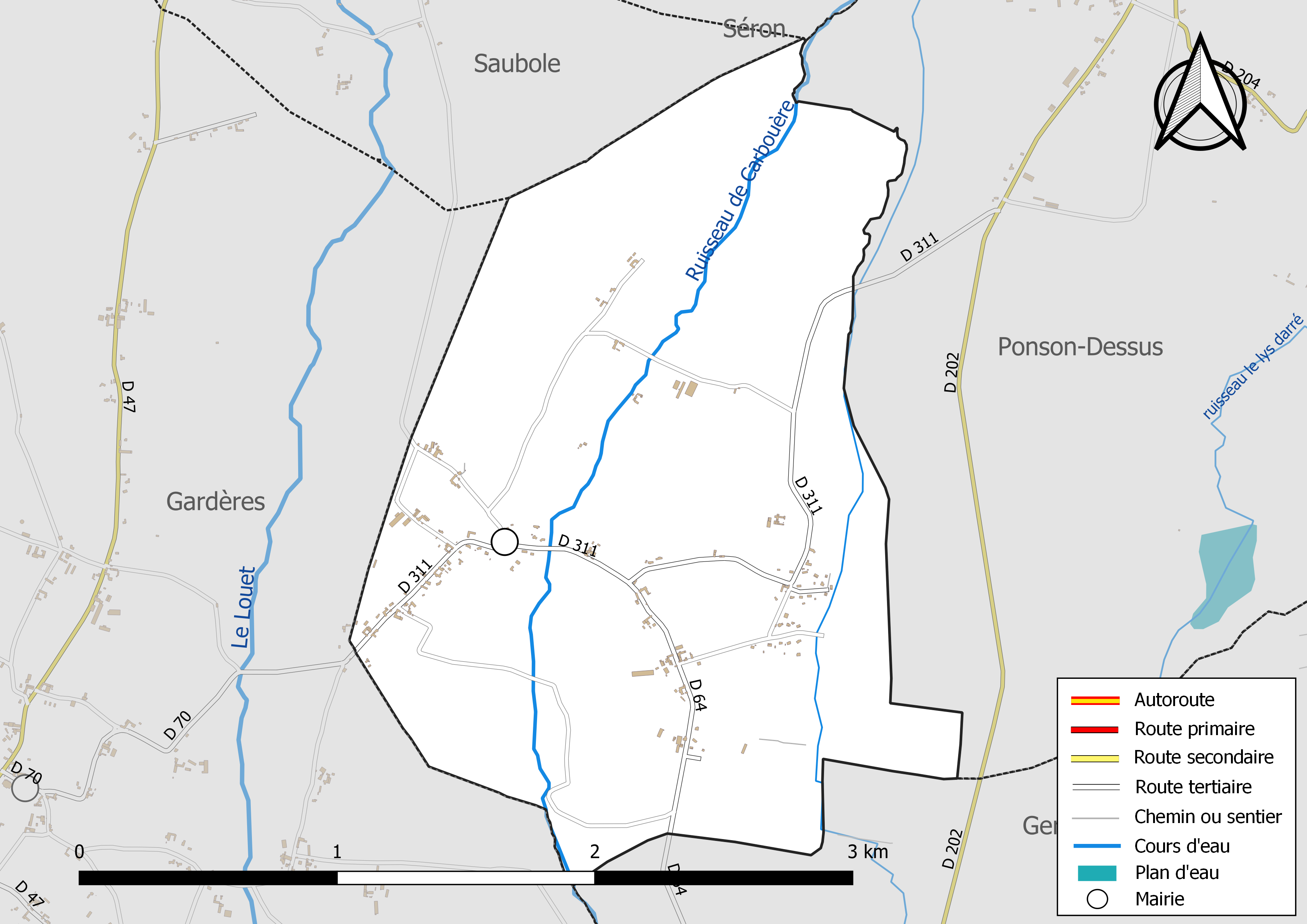
Réseaux hydrographique et routier d'Aast.

La commune est drainée par le Carbouère et par un petit cours d'eau, constituant un réseau hydrographique de 5,23 km de longueur totale.
Le Carbouère, d'une longueur totale de 17,3 km, prend sa source dans la commune de Ger et s'écoule du sud vers le nord. Il traverse la commune dans sa partie centrale et se jette dans le Louet à Bentayou-Sérée, après avoir traversé 10 communes.

### Climat
Pour des articles plus généraux, voir Climat de la Nouvelle-Aquitaine et Climat des Pyrénées-Atlantiques.
Historiquement, la commune est exposée à un climat montagnard.  
En 2020, Météo-France publie une typologie des climats de la France métropolitaine dans laquelle la commune est exposée à un climat de montagne et est dans la région climatique Pyrénées atlantiques, caractérisée par une pluviométrie élevée (>1 200 mm/an) en toutes saisons, des hiver très doux (7,5 °C en plaine) et des vents faibles.
Pour la période 1971-2000, la température annuelle moyenne est de 12,2 °C, avec une amplitude thermique annuelle de 14,6 °C. Le cumul annuel moyen de précipitations est de 1 181 mm, avec 10,7 jours de précipitations en janvier et 8,8 jours en juillet. Pour la période 1991-2020, la température moyenne annuelle observée sur la station météorologique la plus proche, située sur la commune de Ger à 5 km à vol d'oiseau, est de 12,4 °C et le cumul annuel moyen de précipitations est de 1 344,5 mm,. Pour l'avenir, les paramètres climatiques de la commune estimés pour 2050 selon différents scénarios d’émission de gaz à effet de serre sont consultables sur un site dédié publié par Météo-France en novembre 2022.

### Milieux naturels et biodiversité
Aucun espace naturel présentant un intérêt patrimonial n'est recensé sur la commune dans l'inventaire national du patrimoine naturel,,.

## Urbanisme

### Typologie
Au 1er janvier 2024, Aast est catégorisée commune rurale à habitat dispersé, selon la nouvelle grille communale de densité à sept niveaux définie par l'Insee en 2022.
Elle est située hors unité urbaine. Par ailleurs la commune fait partie de l'aire d'attraction de Pau, dont elle est une commune de la couronne,. Cette aire, qui regroupe 227 communes, est catégorisée dans les aires de 200 000 à moins de 700 000 habitants,.

### Occupation des sols

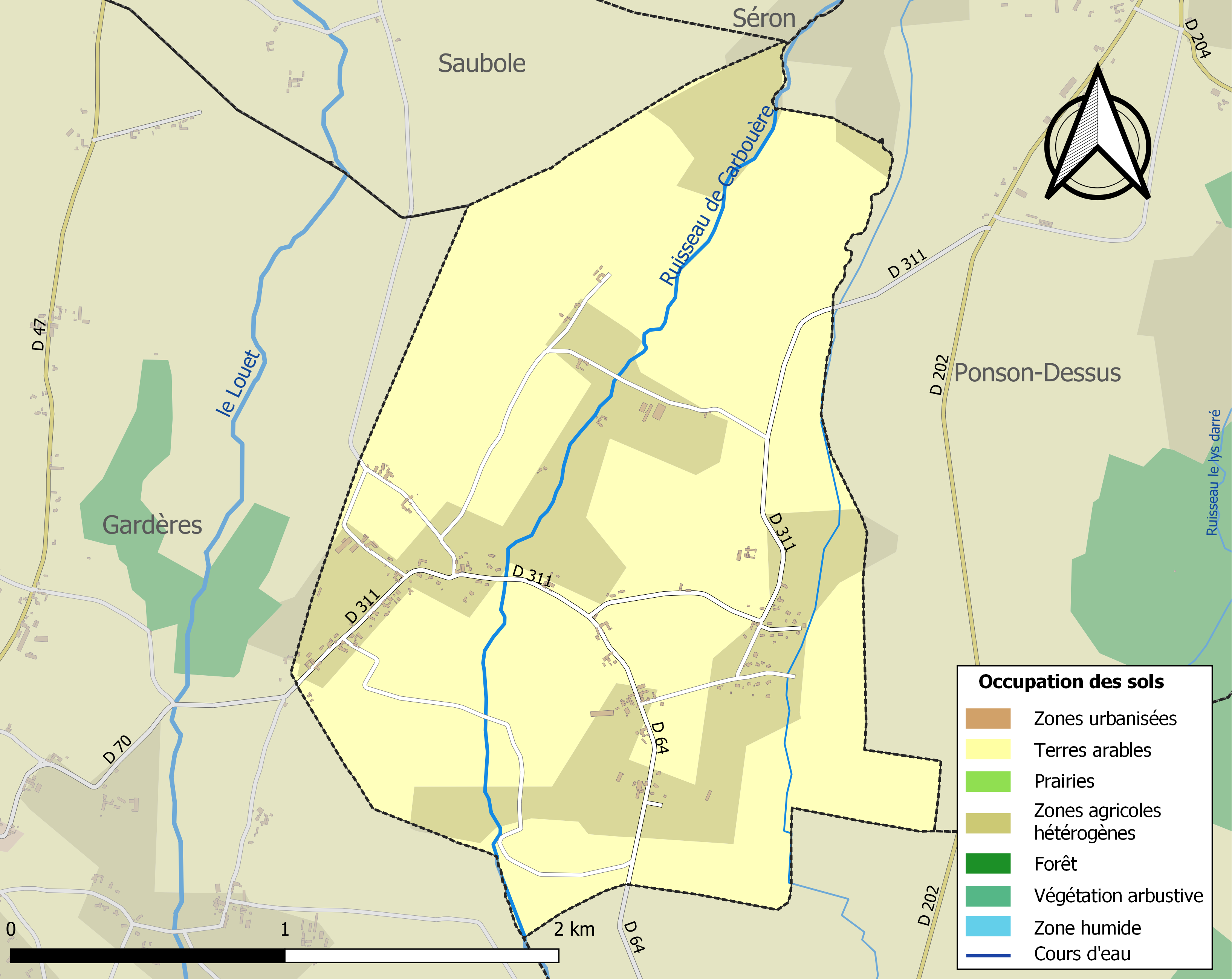
Carte des infrastructures et de l'occupation des sols de la commune en 2018 (CLC).

L'occupation des sols de la commune, telle qu'elle ressort de la base de données européenne d’occupation biophysique des sols Corine Land Cover (CLC), est marquée par l'importance des territoires agricoles (100 % en 2018), une proportion identique à celle de 1990 (100 %). La répartition détaillée en 2018 est la suivante : 
terres arables (72,5 %), zones agricoles hétérogènes (27,5 %). L'évolution de l’occupation des sols de la commune et de ses infrastructures peut être observée sur les différentes représentations cartographiques du territoire : la carte de Cassini (XVIIIe siècle), la carte d'état-major (1820-1866) et les cartes ou photos aériennes de l'IGN pour la période actuelle (1950 à aujourd'hui).

### Lieux-dits et hameaux
- Bayet[23],[6]
- Berdot[6]
- Bidou[6]
- Cadet[6]
- France[6]
- Gachau[6]
- Hourcade[6]
- Lasbordes[6]
- Lasserre[6]
- Lassus[6]
- Lescloupe[6]
- Mouly[6]
- Pouquet[6]
- Rémy[6]
- Toulou[6]

### Voies de communication et transports
La commune d'Aast est desservie par les départementales D311/D70 en provenance de Gardères et allant à Ponson-Dessus et D64 venant de Ger
| 13 odonymes recensés à Aast Au 1er février 2023 | 13 odonymes recensés à Aast Au 1er février 2023 | 13 odonymes recensés à Aast Au 1er février 2023 | 13 odonymes recensés à Aast Au 1er février 2023 | 13 odonymes recensés à Aast Au 1er février 2023 | 13 odonymes recensés à Aast Au 1er février 2023 | 13 odonymes recensés à Aast Au 1er février 2023 | 13 odonymes recensés à Aast Au 1er février 2023 | 13 odonymes recensés à Aast Au 1er février 2023 | 13 odonymes recensés à Aast Au 1er février 2023 | 13 odonymes recensés à Aast Au 1er février 2023 | 13 odonymes recensés à Aast Au 1er février 2023 | 13 odonymes recensés à Aast Au 1er février 2023 | 13 odonymes recensés à Aast Au 1er février 2023 | 13 odonymes recensés à Aast Au 1er février 2023 | 13 odonymes recensés à Aast Au 1er février 2023 | 13 odonymes recensés à Aast Au 1er février 2023 |
| Cité                                            | Avenue                                          | Boulevard                                       | Chemin                                          | Cours                                           | Impasse                                         | Montée                                          | Promenade                                       | Place                                           | Esplanade                                       | Carrefour                                       | Route                                           | Rue                                             | Ruelle                                          | Square                                          | Autres                                          | Total                                           |
| ----------------------------------------------- | ----------------------------------------------- | ----------------------------------------------- | ----------------------------------------------- | ----------------------------------------------- | ----------------------------------------------- | ----------------------------------------------- | ----------------------------------------------- | ----------------------------------------------- | ----------------------------------------------- | ----------------------------------------------- | ----------------------------------------------- | ----------------------------------------------- | ----------------------------------------------- | ----------------------------------------------- | ----------------------------------------------- | ----------------------------------------------- |
| 0                                               | 0                                               | 0                                               | 10                                              | 0                                               | 0                                               | 0                                               | 0                                               | 0                                               | 0                                               | 0                                               | 2                                               | 1                                               | 0                                               | 0                                               | 0                                               | 13                                              |

### Risques majeurs
Le territoire de la commune d'Aast est vulnérable à différents aléas naturels : météorologiques (tempête, orage, neige, grand froid, canicule ou sécheresse) et séisme (sismicité moyenne). Un site publié par le BRGM permet d'évaluer simplement et rapidement les risques d'un bien localisé soit par son adresse soit par le numéro de sa parcelle.

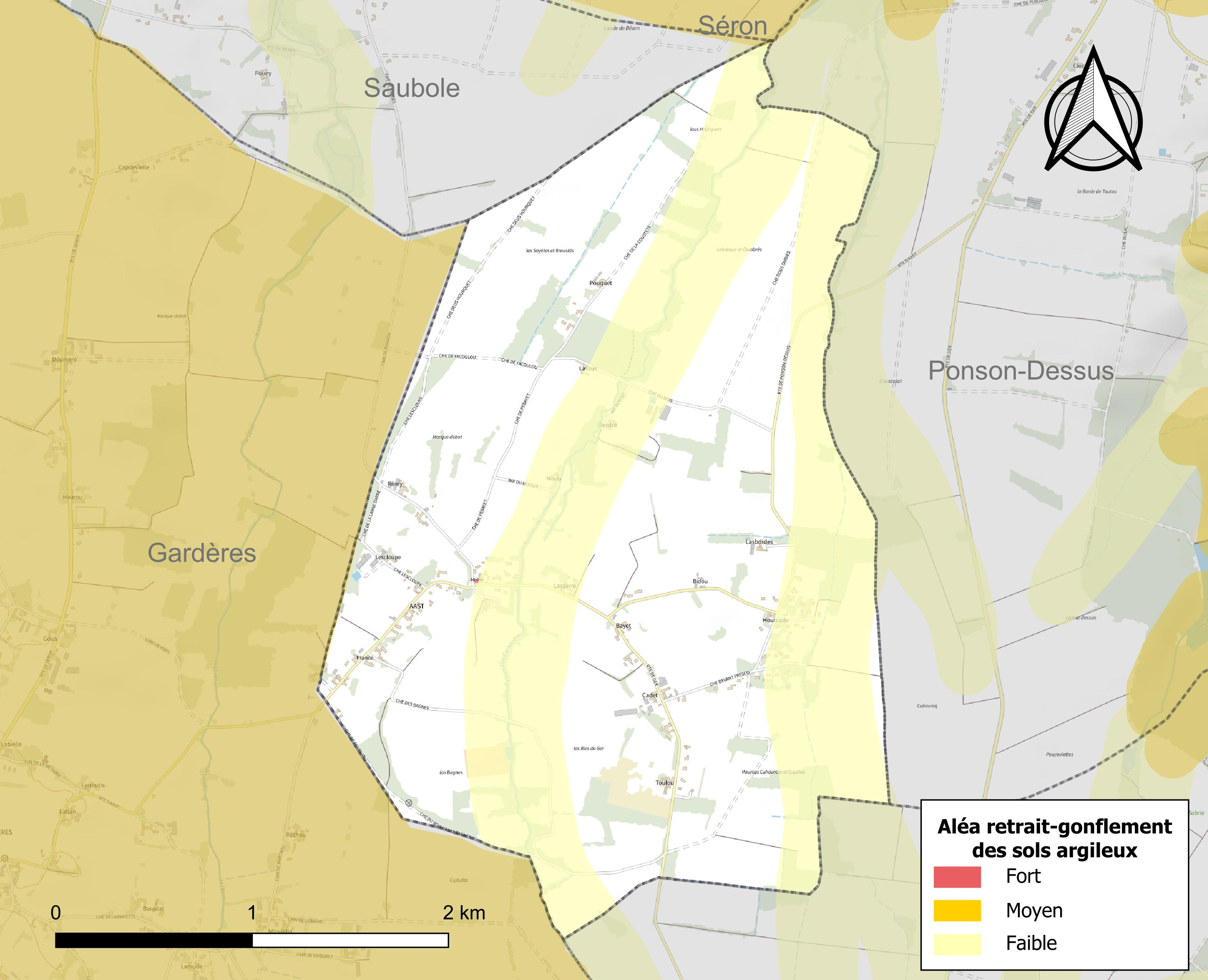
Carte des zones d'aléa retrait-gonflement des sols argileux d'Aast.

Le retrait-gonflement des sols argileux est susceptible d'engendrer des dommages importants aux bâtiments en cas d’alternance de périodes de sécheresse et de pluie. 0,1 % de la superficie communale est en aléa moyen ou fort (59 % au niveau départemental et 48,5 % au niveau national). Depuis le 1er octobre 2020, en application de la loi ELAN, différentes contraintes s'imposent aux vendeurs, maîtres d'ouvrages ou constructeurs de biens situés dans une zone classée en aléa moyen ou fort,.
La commune a été reconnue en état de catastrophe naturelle au titre des dommages causés par les inondations et coulées de boue survenues en 1982 et 2009.

## Toponymie
Le toponyme Aast apparaît sous les formes 
Hast (1429, censier de Montaner), 
Ast (1544, réformation de Béarn) et 
Aast (fin XVIIIe siècle, carte de Cassini).
D'après Dauzat et Rostaing Aast procède du basque ast « rocher ». Michel Grosclaude suggère que le nom de la commune découle d'un anthroponyme composé de Aner + Aster. Brigitte Jobbé-Duval rappelle qu’en 1429, Aast apparaît sous la forme Hast, qui signifie « lance » et avance dès lors qu’Aast pourrait rappeler un combat qui s’y serait déroulé. Jacques Lemoine fait dériver le toponyme Aast du béarnais aste « pieu, broche », rappelant sans doute l'existence en ces lieux d'un bois où l'on venait couper des perches, hampes et pieux en tous genres.
Aast est la 1re commune française dans l'ordre alphabétique (Zuytpeene en étant la dernière). Auparavant, Aas, une autre commune des Basses-Pyrénées, détint cette particularité jusqu'en 1861, année où elle forma avec la commune d'Assouste la nouvelle commune d'Eaux-Bonnes.
Son nom béarnais est Aast.

## Histoire
La seigneurie d'Aast achetée en 1410 par Bernard de Coarraze, appartint aux Monet (1610), Lacaze (1631), Incamps puis aux Day de 1674 à la Révolution. L'abbaye laïque, non répérée sur le territoire de la commune appartenait en 1569 aux Labat. Elle a été supprimée en 1791. La seigneurie d'Aast fut possession de la famille de Day de 1674 à la Révolution. En 1678, Jérome de Day, conseiller du roi, acquit l'abbaye et la dîme avec les droits du patronage ; ceux-ci consistaient à présenter le curé, à percevoir une partie de la dîme, à siéger dans le chœur, à recevoir le premier le pain bénit, à être enseveli dans l'église.

## Politique et administration

### Liste des maires
| Période   | Période                   | Identité              | Étiquette | Qualité |
| --------- | ------------------------- | --------------------- | --------- | ------- |
| 2020      | novembre 2023 (démission) | Jean-François Garnier |           |         |
| mars 2024 | En cours                  | Loïc Hervé            |           |         |

### Intercommunalité
Aast fait partie de six structures intercommunales :
- la communauté de communes du Nord-Est Béarn ;
- le syndicat intercommunal à vocation multiple (SIVOM) d'eau et d'assainissement de la vallée de l'Ousse ;
- le SIVOM du canton de Montaner ;
- le syndicat intercommunal d’alimentation en eau potable (SIAEP) du Vic-Bilh Montaneres ;
- le syndicat d'énergie des Pyrénées-Atlantiques ;
- l'agence publique de gestion locale.

La commune accueille le siège du SIVOM du canton de Montaner.

### Tendances politiques et résultats
Lors des élections européennes de 2019, Aast vote plus qu’au niveau national,(61,99 contre 50,12 au niveau national).
La République en Marche arrive en tête de la commune, mais avec un résultat moindre qu’au niveau national (19,80 contre 22,4) et les Républicains (droite) arrive en seconde position eux-æquo  (4emes au niveau national) avec un score  supérieur à celui qu’ils ont réalisé au niveau national (14,85 contre 8,48).Le Rassemblement National arrive 2e ex æquo avec 14,85 contre 23,41 au niveau national.
Europe Écologie les Verts’ y fait quasiment le même score (12,87 contre 13,48)
Génération.s, le parti de Benoit Hamon y fait un score (9,90 contre 3,27).
Enfin, le PS y fait un score supérieur (6,93 contre 6,19 au niveau national).
Le résultat de l'élection présidentielle de 2012 dans cette commune est le suivant :
| Candidat       | Candidat                    | Premier tour | Premier tour | Second tour | Second tour |
| Candidat       | Candidat                    | Voix         | %            | Voix        | %           |
| -------------- | --------------------------- | ------------ | ------------ | ----------- | ----------- |
|                | Eva Joly (EÉLV)             | 4            | 3,01         |             |             |
|                | Marine Le Pen (FN)          | 21           | 15,79        |             |             |
|                | Nicolas Sarkozy (UMP)       | 32           | 24,06        | 69          | 53,08       |
|                | Jean-Luc Mélenchon (FG)     | 8            | 6,02         |             |             |
|                | Philippe Poutou (NPA)       | 0            | 0,00         |             |             |
|                | Nathalie Arthaud (LO)       | 0            | 0,00         |             |             |
|                | Jacques Cheminade (SP)      | 1            | 0,75         |             |             |
|                | François Bayrou (MoDem)     | 35           | 26,32        |             |             |
|                | Nicolas Dupont-Aignan (DLR) | 2            | 1,50         |             |             |
|                | François Hollande (PS)      | 30           | 22,56        | 61          | 46,92       |
|                |                             |              |              |             |             |
| Inscrits       | Inscrits                    | 157          | 100,00       | 157         | 100,00      |
| Abstentions    | Abstentions                 | 21           | 13,38        | 14          | 8,92        |
| Votants        | Votants                     | 136          | 86,62        | 143         | 91,08       |
| Blancs et nuls | Blancs et nuls              | 3            | 2,21         | 13          | 9,09        |
| Exprimés       | Exprimés                    | 133          | 97,79        | 130         | 90,91       |

Le résultat de l'élection présidentielle de 2017 dans cette commune est le suivant :
| Candidat    | Candidat                    | Premier tour | Premier tour | Deuxième tour | Deuxième tour |  |
| Candidat    | Candidat                    | %            | Voix         | %             | Voix          |  |
| ----------- | --------------------------- | ------------ | ------------ | ------------- | ------------- |  |
|             | Nicolas Dupont-Aignan (DLF) | 8,45         | 12           |               |               |  |
|             | Marine Le Pen (FN)          | 10,56        | 15           | 22,03         | 26            |  |
|             | Emmanuel Macron (EM)        | 27,46        | 39           | 77,97         | 92            |  |
|             | Benoît Hamon (PS)           | 12,68        | 18           |               |               |  |
|             | Nathalie Arthaud (LO)       | 0,70         | 1            |               |               |  |
|             | Philippe Poutou (NPA)       | 0,70         | 1            |               |               |  |
|             | Jacques Cheminade (SP)      | 0,00         | 0            |               |               |  |
|             | Jean Lassalle (RES)         | 4,93         | 7            |               |               |  |
|             | Jean-Luc Mélenchon (LFI)    | 14,79        | 21           |               |               |  |
|             | François Asselineau (UPR)   | 0,00         | 0            |               |               |  |
|             | François Fillon (LR)        | 19,72        | 28           |               |               |  |
|             |                             |              |              |               |               |  |
| Inscrits    | Inscrits                    | 165          | 100,00       | 165           | 100,00        |  |
| Abstentions | Abstentions                 | 18           | 10,91        | 22            | 13,33         |  |
| Votants     | Votants                     | 147          | 89,09        | 143           | 86,67         |  |
| Blancs      | Blancs                      | 0            | 0,00         | 18            | 12,59         |  |
| Nuls        | Nuls                        | 5            | 3,40         | 7             | 4,90          |  |
| Exprimés    | Exprimés                    | 142          | 96,60        | 118           | 82,52         |  |

## Population et société

### Démographie
Le nom des habitants est Aastois.
L'évolution du nombre d'habitants est connue à travers les recensements de la population effectués dans la commune depuis 1793. Pour les communes de moins de 10 000 habitants, une enquête de recensement portant sur toute la population est réalisée tous les cinq ans, les populations de référence des années intermédiaires étant quant à elles estimées par interpolation ou extrapolation. Pour la commune, le premier recensement exhaustif entrant dans le cadre du nouveau dispositif a été réalisé en 2008.

En 2022, la commune comptait 196 habitants, en évolution de +10,73 % par rapport à 2016 (Pyrénées-Atlantiques : +3,78 %, France hors Mayotte : +2,11 %).
| 1793 | 1800 | 1806 | 1821 | 1831 | 1836 | 1841 | 1846 | 1851 |
| ---- | ---- | ---- | ---- | ---- | ---- | ---- | ---- | ---- |
| 140  | 138  | 140  | 173  | 168  | 175  | 167  | 188  | 206  |

| 1856 | 1861 | 1866 | 1872 | 1876 | 1881 | 1886 | 1891 | 1896 |
| ---- | ---- | ---- | ---- | ---- | ---- | ---- | ---- | ---- |
| 220  | 237  | 209  | 213  | 199  | 190  | 183  | 200  | 214  |

| 1901 | 1906 | 1911 | 1921 | 1926 | 1931 | 1936 | 1946 | 1954 |
| ---- | ---- | ---- | ---- | ---- | ---- | ---- | ---- | ---- |
| 186  | 191  | 183  | 160  | 167  | 145  | 140  | 126  | 140  |

| 1962 | 1968 | 1975 | 1982 | 1990 | 1999 | 2006 | 2008 | 2013 |
| ---- | ---- | ---- | ---- | ---- | ---- | ---- | ---- | ---- |
| 140  | 203  | 115  | 140  | 163  | 190  | 182  | 181  | 178  |

| 2018 | 2022 | - | - | - | - | - | - | - |
| ---- | ---- | - | - | - | - | - | - | - |
| 185  | 196  | - | - | - | - | - | - | - |

## Économie
Le classement 2006 de l'Insee, indiquant le revenu fiscal médian par ménage, pour chaque commune de plus de 50 ménages (30 687 communes parmi les 36 681 communes recensées), classe Aast au rang 5 274, pour un revenu de 18 858 €.

## Culture et patrimoine

### Patrimoine civil
La commune présente un ensemble de fermes des XVIIIe et XIXe siècles, notamment au lieu-dit Bayet.

### Patrimoine religieux
Une église fut brulée le 6 août 1569. Consacrée à saint Martin de Tours, l'église a été bâtie en 1854, sous Napoléon III, durant l'administration du maire Barthélémy Lassus. Récemment rénovée par l'artiste peintre Villarubias, on peut admirer, entre autres, deux tableaux du XIXe siècle de Lataste. L'église recèle également du mobilier, des verrières, des tableaux, des statues et des objets inscrits à l'inventaire général du patrimoine culturel.
- Église Saint-Martin d'Aast. L'édifice est référencé dans la base Mérimée et à l'Inventaire général Région Nouvelle-Aquitaine[54]. De nombreux objets sont référencés dans la base Palissy (voir les notices liées)[54].

### Héraldique
| Blason | Blasonnement : D'argent aux deux armes d'hast (hallebardes) de sable passées en sautoir, à l'écusson de gueules aux deux vaches colletées et clarinées d'or passant l'une sur l'autre, brochant en abîme sur le tout,. |

## Pour approfondir